# Singinging
 Singinging ist ein Jazzalbum des Simon Rummel Ensemble & La Chorale Transcendentale. Die am 26. Mai 2022 im Loft, Köln, und am 29. Mai 2022 im Kammermusiksaal der Musikschule Martinstift in Moers entstandenen Aufnahmen erschienen im Juni 2023 auf Umlaut Records.

## Hintergrund
Simon Rummels wiederholte Zusammenarbeit mit dem Klangbildhauer und Improvisationskünstler Ketonge aus Düsseldorf legte nahe, dass er mit Singinging das Singen zu einem roten Faden eines musikalischen Versuchsfelds erkor, hieß es in der Sendung Jazztime des ostbelgischen Senders Belgischer Rundfunk. Rummel und Ketonge traten mit dem französischen Klarinettenimprovisateur Joris Rühl, dem Tubisten Carl Ludwig Hübsch, dem polnischen Geiger Radek Stawarz, dem Schlagzeuger Michael Griener, der Blockflötenspielerin Lucia Mense, Altsaxofonist und Klarinettist Georg Wissel und Jazzposaunist Matthias Muche 2022 live auf. Mit beteiligt bei den Sessions war auch der Trompeter und Improvisator Udo Moll. Das dabei entstandene Album enthält eine Vielfalt unterschiedlicher Musik, Eigenkompositionen zwischen „Jazz, Liedchen und mikrotonaler Postromantik“, außerdem Hits aus den 1960er-Jahren, Randklassiker des Jazzrepertoires (u. a. mit altniederländischen Texten), ein traditionelles Lied aus Weißrussland („Kupalinka“), ein Kölner Marsch aus den 1930er-Jahren („Heidewitzka, Herr Kapitän“), ein Friedenslied aus den USA („We Shall Overcome“) und ein Musikstück, in dem ein programmierbares Lithophon aus über 200 Steinplatten die Hauptrolle spielt. Die Lithophonstimme stammt von Tina Tonagel.

## Titelliste
- Simon Rummel Ensemble: Singinging (Umlaut Records)

1. Vier 6:43
2. Drei 3:51
3. La Tendresse (Hubert Giraud, Noël Roux) 3:37
4. Music for Lithophone and Ensemble 5:51
5. Fünf 3:14
6. De sprong, o Romantiek der Hazen (Misha Mengelberg) 5:00
7. Eins 6:22
8. Zwei 5:00
9. Kupalinka (Uladzimier Teraŭski, Michaś Čzarot) 2:44
10. Summer Wind (Henry Mayer, Hans Bradtke) 3:14
11. Heidewitzka, Herr Kapitän! (Karl Berbuer) 2:41
12. Pony Express (Jimmy Giuffre) 11:24
13. We Shall Overcome (Traditional) 1:05

Wenn nicht anders vermerkt, stammen die Kompositionen und Arrangements von Simon Rummel.

## Rezeption
Unterstützt von seinem Orchester und seinem atypischen Instrumentarium, würde Rummel eine unklassifizierbare Musik darbieten, schrieb Hélène Gant (Citizen Jazz). Von Stück zu Stück und manchmal sogar im selben Raum stünden wir einer Bigband, einem zeitgenössischen Ensemble, einer bayerischen Stadtkapelle, einer Improvisationsgruppe oder einem Kabarettorchester gegenüber. Simon Rummel, der in seiner Freizeit Chöre leitet und jeden Sonntag in einer Kölner Vorortkirche Orgel spielt, will sich nicht entscheiden, so die Autorin. Seine Musik sei all dies zugleich und was auch immer die verwendete Ästhetik ist, sie sei es in erster Linie ohne distanzierenden Spott. Neben der Reprise von „La Tendresse“ (beliebt bei Bourvil und Marie Laforêt) und „De Sprong, o Romantie der Hazen“ von Misha Mengelberg seien auch die vier Kompositionen von Rummel allesamt essentiell und faszinieren durch ihre Spielfreude und ihrer Freiheit der Darbietung.
Singing werde als ein Repertoire vergessener Stücke bezeichnet, denen eine neue Chance gegeben werden soll, und kultiviere den Geschmack der Zerbrechlichkeit und Aufrichtigkeit, schrieb Hélène Gant weiter. Dies gelte insbesondere für den Einsatz der Stimme: Wenn Rummel, Carl Ludwig Hübsch, Oxana Omelchuk und Ketonge ihre Instrumente ablegen, um Solosänger zu werden, oder wenn der Transcendental Choir in drei Stücken auftritt, finde man die freie und ungehemmte Geisteshaltung von Noël Akchotés Alben Au Bordel und Toi-toi oder der Art von Retirement Sounds der Association à la Recherche d’un Folklore Imaginaire.
Furchtlos, ohne Berührungsängste und mit viel Vergnügen am Experiment habe ein zehnköpfiges Team ein buntes Programm erarbeitet, um „erfreuliche Musik mit Gefühl, Mathematik, versteckter Mystik, Naivität, Vernunft und Humor“ darzubieten. Unter der volkstümlichen Oberfläche frickelten spannende anarchische Finessen, hieß es in der Sendung Jazztime des ostbelgischen Senders BRF.